# Tsjamla
Tsjamla (Bulgaars: Чамла), ook wel geschreven als Chamla, is een verlaten dorp in Bulgarije. Het dorp is gelegen in de gemeente Smoljan in de oblast Smoljan. Het dorp was voorheen het hoogste dorp in Bulgarije dat het hele jaar door bewoond werd - het ligt namelijk 1650 meter boven zeespiegel, maar is in de jaren tachtig van de twintigste eeuw ontvolkt geraakt en nadien een spookdorp geworden. Het dorp ligt 151 km ten zuidoosten van de hoofdstad Sofia en 5 km ten noorden van de Griekse grens. Het dichtstbijzijnde dorp is Moegla (bulg. Мугла) - de afstand is circa 5 kilometer via de weg naar het dorp Gjovren (bulg. Гьоврен). 

## Bevolking
In 1920 telde het dorp Tsjamla naar schatting zo'n 87 inwoners. Dit aantal steeg verder naar 116 inwoners in 1934 en 133 inwoners in 1946. In 1956 bereikte het inwonersaantal een officiële maximum met 186 permanente inwoners. In 1965 werden er 162 inwoners geteld, terwijl dat er tien jaar later, in 1975, slechts 55 waren. De daaropvolgende jaren zijn de overgebleven 55 inwoners gestorven of vertrokken, waardoor het dorp in de eerste jaren van de jaren tachtig is ontvolkt. Wel werden er in de periode 1994 en 1997 tussen de 2 tot 5 personen geregistreerd door het Nationaal Statistisch Instituut van Bulgarije. In 2004 woonde Olivie Luc, een Fransman, een jaar lang in zijn eentje onder primitieve omstandigheden in het dorp. Na diens vertrek vestigde een Spanjaard genaamd Oscar Corea zich in het dorp, maar hij hield het er minder dan enkele maanden vol. In 2006 is het dorp opgekocht door een Bulgaarse zakenman ten behoeve van ecotoerisme. In 2015 raakte een Afro-Amerikaanse toerist enkele dagen vermist in de regio nadat hij op weg was om het dorp Tsjamla te bezoeken.